# Національна мережа трансферу технологій
Національна мережа трансферу технологій — проєкт, що реалізується Академією технологічних наук України спільно з Міністерством освіти і науки України з 2008 року, основу якого було покладено пілотний проєкт «Українська мережа трансферу технологій» (UTTN).

## Опис проєкту
Метою діяльності Національної мережі трансферу технологій є сприяння розвитку інноваційного бізнесу і комерціалізації наукоємних технологій, залучення наукового потенціалу України в світовий комерційний обіг.

### Завдання проєкту
В рамках спільного проєкту передбачається виконання наступних завдань:
- розповсюдження «ідеї» трансферу технологій, як важливого фактору формування інноваційного середовища;
- розширення обміну інформацією між учасниками трансферу технологій (вченими, спеціалістами та менеджерами);
- створення бази даних нових технологій та її актуалізація;
- підготовка спеціалістів у сфері трансферу технологій (у тому числі технологічних менеджерів і технологічних брокерів) та підвищення їх кваліфікації;
- проведення оцінки нових технологій, розробка та впровадження механізмів їх комерціалізації;
- надання консультаційних послуг суб'єктам трансферу технологій;
- забезпечення взаємодії між регіональними та галузевими мережами (системами) трансферу технологій у рамках Національної мережі трансферу технологій;
- забезпечення взаємодії учасників Національної мережі трансферу технологій з міжнародними мережами.

### Принципи проєкту
Національна мережа трансферу технологій будується відповідно до принципів :
- Єдність форматів. Технологічна інформація, яку використовують для обміну між собою учасники національної мережі трансферу технологій, надається в єдиному форматі.
- Сумісність з EEN (IRC) та RTTN. Методологія роботи, а також формати представлення технологічних запитів / пропозицій в NTTN — сумісні з форматами та методологією європейської мережі EEN (IRC), російською RTTN та мережею UTTN. Єдність форматів української, російської та європейських мереж створює передумови для ефективної спільної роботи.
- Орієнтація на професійних учасників процесу трансферу технологій. NTTN передбачає передачу методології роботи мережі існуючим суб'єктам інноваційної інфраструктури. Такі організації вже мають базу клієнтів для надання послуг з трансферу технологій.
- Контроль якості вхідної інформації. Якість та достовірність інформації в технологічних запитах/пропозиціях забезпечується правом занесення інформації в базу даних мережі тільки сертифікованим учасникам мережі, які несуть відповідальність за зміст та якість своїх даних.
- Відкритість мережі для нових учасників. Широке залучення нових учасників мережі дозволяє надавати клієнтам унікальні можливості для просування їх технологічних пропозицій/запитів не тільки в Україні, але і за кордоном.

## Учасники проєкту
Участь в NTTN є безкоштовною, та передбачає сертифікацію. Учасниками NTTN можуть бути:
- науково-дослідні та проєктно-конструкторські організації, які працюють за профілем інноваційної структури;
- навчальні заклади, які працюють за профілем інноваційної структури або спеціалізуються на підготовці та підвищенні кваліфікації фахівців з базових спеціальностей інноваційної структури;
- виробничі підприємства, які впроваджують результати науково-дослідних і дослідно-конструкторських робіт та винаходів;
- інноваційні фонди, комерційні банки, страхові фірми;
- суб'єкти підприємницької діяльності, що надають юридичні послуги, послуги в галузі науково-технічної експертизи, менеджменту, маркетингу, транспорту, рекламної, видавничої та інформаційної діяльності;
- інші суб'єкти інноваційної діяльності та трансферу технологій.

### Організаційно-правова форма взаємовідносин між учасниками
Мережа NTTN, що утворена для реалізації Меморандуму «Про створення та розвиток Національної мережі трансферу технологій NTTN державними та недержавними суб'єктами трансферу технологій» від 19 січня 2010 року, є інституціональною структурою, учасники якої здійснюють спільну діяльність без об'єднання своїх вкладів (відповідно до статті 1130 Цивільного кодексу України). Юридичні особи стають учасниками шляхом підписання з Координатором Договору приєднання до Національної мережі трансферу технологій NTTN.

### Послуги, що надають учасники
Учасники NTTN можуть надавати наступні послуги у сфері трансферу технологій:
- розміщення інформації в Національної мережі трансферу технологій, міжнародних мережах комерціалізації (технологічні запити та пропозиції);
- надання послуг технологічного брокера в мережі трансферу технологій;
- пошук перспективних проєктів за замовленням інвестора;
- пошук інвесторів і партнерів для реалізації інноваційних проєктів;
- пошук для замовника технологічних рішень, нових технологій і продуктів;
- просування та супровід пропозиції (запиту) замовника;
- комплексні послуги мережевого трансферу (від технологічного аудиту та маркетингу до просування і супроводу пропозиції/запиту замовника).

## Розвиток проєкту
Станом на 3 жовтня 2017 року учасниками мережі NTTN є 61 суб'єктів.
Відповідно до протокольного рішення сьомого засідання Комітету з питань економічної співпраці Українсько-Російської міждержавної комісії, яке відбулося 27 жовтня 2010 року в м. Києві, прийнято рішення про утворення Українсько-Російської міжуніверситетської мережі трансферу технологій на базі Університетської мережі трансферу технологій Російської Федерації та Національної мережі трансферу технологій України. Сайт проєкту: https://web.archive.org/web/20130428214903/http://ukrros.net/
3 червня 2011 року Координатор мережі NTTN надав публічний доступ до нового сервісу - "Національний банк технологій України", метою якого є створення умов, які стимулюватимуть активізацію співпраці авторів, технологічних менеджерів та експертів в процесі комерціалізації технологій. Основна задача банку технологій - реєстрація та депонування об'єктів авторського права у сфері трансферу технологій. Реєстратором визначено Центр трансферу технологій Академії технологічних наук України. Засновниками банку запропоновано ряд новацій: безкоштовна реєстрація та депонування творів в електронному режимі; за отримання Свідоцтва про реєстрацію та депонування автор сплачує тільки тоді, коли в цьому є необхідність; можливість встановлювати режим доступу до об'єкту авторського права, в тому числі і платний тощо. Сайт проєкту: https://web.archive.org/web/20130408074210/http://nrt.uttn.ua/
Мережа NTTN співпрацює з засобами масової інформації та інтернет-проєктами з метою популяризації завершених науково-дослідних та дослідно-конструкторських розробок вітчизняних ВНЗ.

## Дивись також
- Сайт проєкту "Національна мережа трансферу технологій NTTN";
- Учасники мережі NTTN;
- Журнал ІМХО співпраця Мережі NTTN зі ЗМІ Журнал ИМХО вошел в Национальную Сеть Трансфера Технологий (рос.)